# Кокейрус-ду-Сул
Кокейрус-ду-Сул (порт. Coqueiros do Sul) — муниципалитет в Бразилии, входит в штат Риу-Гранди-ду-Сул. Составная часть мезорегиона Северо-запад штата Риу-Гранди-ду-Сул. Входит в экономико-статистический микрорегион Каразинью. Население составляет 2550 человек на 2006 год. Занимает площадь 275,549 км². Плотность населения — 9,3 чел./км².

## История
Город основан 20 марта 1992 года.

## Статистика
- Валовой внутренний продукт на 2003 составляет 44 802 356,00 реалов (данные: Бразильский институт географии и статистики).
- Валовой внутренний продукт на душу населения на 2003 составляет 17 119,74 реала (данные: Бразильский институт географии и статистики).
- Индекс развития человеческого потенциала на 2000 составляет 0,767 (данные: Программа развития ООН).